# TSB 600ステーション
『TSB 600ステーション』（ティーエスビー ろくまるステーション）は、1989年10月2日から1991年3月29日までテレビ信州で放送されたローカルニュース番組である（『600ステーション』の長野県ローカルパート）。

## 概要
番組前半では全国ニュースを放送し、後半では長野県を中心とするニュースを伝えていた。また、1990年10月6日からは週末にも『TSB ANN530ステーション』のタイトルで放送していた。
テレビ信州（以下TSBと表記）では、開局以来NNN・ANNのクロスネット局であった。このため、TSBは昼と夕方のニュースについてはANNの分を放送していた。しかし、1991年4月1日にANN系列の長野朝日放送（以下abnと表記）が開局するのに伴い、TSBはNNNのフルネット局になったため、abnの開局後には『NNNニュースプラス1』（後の『news every.』、TSBでは『ニュースプラス1信州』）に変更した。なお、長野県における夕方のANNニュースは、abnの『abnステーション』が引き継いだ。

## キャスター
- 今村正大
- 茶木環

## 放送時間
いずれもJST。

### TSB 600ステーション
- 月曜日 - 金曜日 18:00 - 18:55（1989年10月2日 - 1991年3月29日）

### TSB 530ステーション
- 土曜日・日曜日 17:30 - 18:00（1990年10月6日 - 1991年3月31日）